# Catalina de Erauso
Catalina de Erauso, également connue comme La Monja Alférez (« La nonne lieutenante »), née en 1592 à Saint-Sébastien en Espagne et morte en 1650 à Cuetlaxtla en Nouvelle-Espagne, est une personnalité basque semi-légendaire d'Espagne et des Amériques espagnoles de la première moitié du XVIIe siècle.

## Biographie

### Premières années
Catalina de Erauso naît à Saint-Sébastien, au Pays basque, en Espagne, en 1592 selon le registre des baptêmes de l'époque, mais plusieurs sources, dont une supposée autobiographie à l'authenticité contestée, mentionnent 1585 comme année de sa naissance. Enfant de Miguel de Erauso et de María Pérez de Gallárraga y Arce, son père est un militaire d'un grade important, commandant de la province aux ordres du roi Felipe III. Son autobiographie supposée indique qu'Erauso a plusieurs frères et que l'enfant jouait avec eux dès son enfance et avec son père aux jeux de guerre.
Encore enfant, peut-être dès quatre ans, Erauso entre au couvent dominicain de Saint-Sébastien en même temps que ses sœurs Isabel et María. Sa tante Úrsula de Urizá y Sarasti, sœur de sa mère, y est prieure. L'éducation doit se faire selon les règles du catholicisme et Erauso doit se destiner à devenir nonne. En raison de son caractère explosif, le transfert d'Erauso se fait bientôt au monastère San Bartolomé de Saint-Sébastien, où les règles sont plus strictes. Erauso, qui y vit jusqu'à ses quinze ans, se rend alors compte que sa vocation n'est pas celle de devenir nonne et refuse de prononcer les vœux. Une énième bagarre éclate avec une pensionnaire nommée Catalina de Aliri, ce qui vaut l'enfermement d'Erauso en cellule, qui décide de quitter le couvent. Une nuit, Erauso, qui n'a alors même jamais vu une rue, vole les clés du couvent et s'enfuit, habillée en homme.

### Départ du couvent
Erauso s'habille alors en homme et prend le nom de « Francisco de Loyola », puis quitte San Sebastian pour Valladolid. Depuis là, Erauso visite Bilbao, s'enrôle sur un navire avec l'aide de quelques compatriotes basques, puis arrive en Amérique espagnole et s'engage comme soldat sous le nom de Alonso Díaz Ramírez de Guzmán. Erauso sert sous les ordres de plusieurs capitaines, dont, semble-t-il, son propre frère.

### Soldat

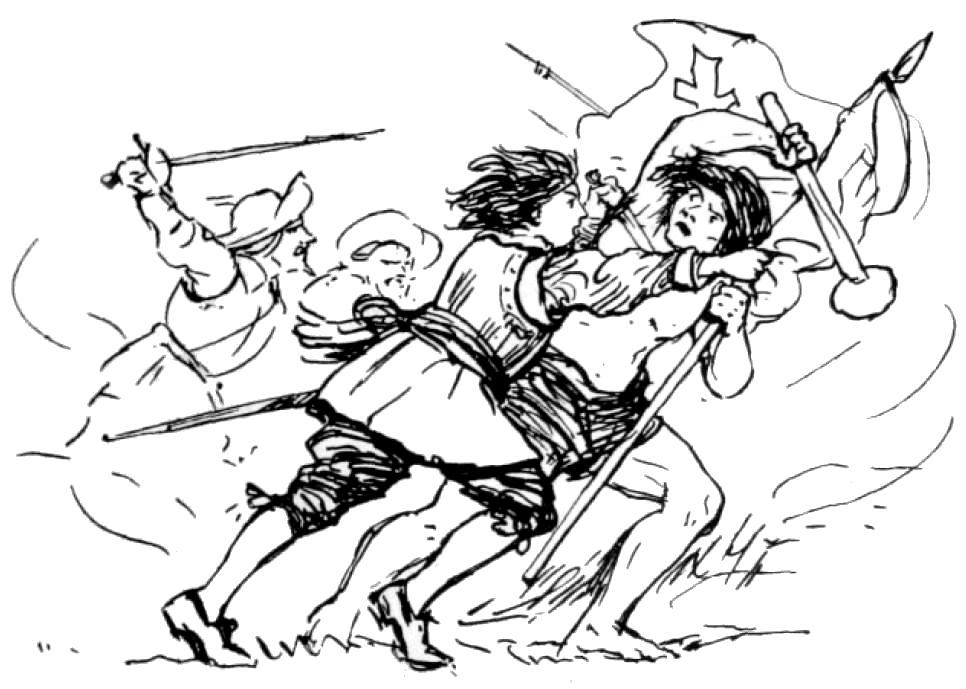
Illustration montrant Catalina de Erauso pendant la guerre d'Arauco, parue dans la revue chilienne Pacifico Magazine en 1918.

Erauso sert au Chili durant la guerre d'Arauco contre les indiens mapuches (alors appelés les Araucans). Erauso acquiert alors une réputation de soldat courageux, de joueur et de bagarreur. Cette carrière militaire animée culmine par sa promotion au grade de lieutenant, titre qui combiné avec sa jeunesse au couvent lui vaudra le surnom de La nonne lieutenant (La Monja Alférez).
Erauso était semble-t-il duelliste acharnée, responsable de la mort de douzaines d'hommes. Selon son autobiographie, parmi eux, son propre frère qu'elle tua par inadvertance lors d'une altercation nocturne. Erauso prétend ne l'avoir pas reconnu avant d'entendre ses cris d'agonie dans la nuit.

### Commerçant

Carte des voyages de Catalina de Erauso en Amérique du Sud entre 1600 et 1620.

Erauso fait également du commerce, toujours avec des hommes d'affaires basques, puis continue ses duels et tue indistinctement des soldats, des fonctionnaires ou des officiers de la Couronne espagnole. Erauso doit à plusieurs reprises trouver refuge dans des églises, demandant le droit d'asile, pour empêcher les soldats de l'arrêter. Ses origines basques lui permettent toujours de retrouver un emploi, malgré son passé criminel.
Erauso rompt à plusieurs reprises des promesses de mariage avec plusieurs femmes.
Bien que la condamnation à mort soit prononcée plusieurs fois, Erauso parvient à fuir le Chili pour ce qui est aujourd'hui l'Argentine, la Bolivie et le Pérou.
Bien que l'adversaire soit tué, un duel à Cuzco blesse grièvement Erauso qui confesse qu'elle est une femme sur son potentiel lit de mort. Erauso survit cependant et part pour Guamanga après une convalescence de quatre mois.
Là-bas, pour échapper à de nouveaux ennuis, Erauso confesse publiquement son sexe à l'évêque . À son invitation, Erauso entre alors au couvent et son périple continue des deux côtés de l'océan. En 1620, Erauso travaille chez l'archevêque de Lima, puis arrive en Espagne en 1624.
Erauso se rend à Rome puis dans le reste de l'Italie où sa notoriété est telle qu'Erauso obtient du pape Urbain VIII une dispense spéciale l'autorisant à porter des vêtements masculins. Son portrait, peint par Francesco Crescenzio, sera perdu.
En 1626, le voyageur et explorateur italien Pietro della Valle mentionne Erauso dans sa dix-septième lettre de Rome, datée du 11 juillet et adressée à son ami Mario Schipano : il dit avoir accueilli chez lui le 5 juin « l'Alfiere Caterina d'Arcuso, Biscayenne, arrivée la veille même d'Espagne », qui lui est présentée par son ami Rodrigo de San Miguel. Le peintre Francesco Crescentio fait alors un portrait d'Erauso.
De retour en Espagne, Francisco Pacheco (le beau-père de Velázquez) fait son portrait en 1630.
Erauso quitte à nouveau l'Espagne en 1645, cette fois pour la Nouvelle-Espagne avec la flotte de Pedro de Ursua, elle devient conducteur de mules sur la route de Veracruz. Là-bas, elle se fait appeler Antonio de Erauso.
Catalina de Erauso meurt à Cuetlaxtla en 1650.

## Œuvre
Ses mémoires dans un style picaresque ont été traduits par José-Maria de Heredia en 1894, sous le titre La Nonne Alferez, illustré par Daniel Vierge et gravé par Privat-Richard (lire en ligne).

## Identité de genre
Catalina de Erauso est considérée aujourd'hui par certains comme une personne transgenre, notamment par Shelly Velasco autrice de The Lieutenant Nun: Transgenderism, Lesbian Desire, and Catalina De Erauso (2001). Sa biographie est souvent comparée à celle d'une autre figure contemporaine, que certains considèrent également comme probable transgenre, Eleno de Céspedes,,,.
Pietro Della Valle décrit Catalina de Erauso en 1626, dans une lettre envoyée de Rome à son ami Mario Schipano, comme amateur de conversations, grande et forte avec un aspect masculin et une poitrine enfantine grâce à l'application d'un baume italien. Son visage n'est point repoussant, mais marqué par l'âge, ressemblant plus à un eunuque qu'à une femme. Erauso s'habille comme un Espagnol et porte l'épée comme un soldat plutôt que comme un courtisan. Dans son autobiographie, Erauso utilise le genre féminin et clarifie être une femme. À son époque, certains considéraient Erauso comme un eunuque. Selon une étude du Dr Nicolás León (es) publiée au début du XXe siècle, Erauso pourrait avoir été un hypospadique hermaphrodite.

## Orientation sexuelle
L'orientation sexuelle d'Erauso est peu claire. Son autobiographie n'évoque jamais un désir physique pour un homme. En revanche, elle relate au moins une relation lesbienne : à la fin du chapitre 5, l'autobiographie évoque comment, à Lima, au Pérou, une aubergiste a surpris Erauso en train de folâtrer avec l'une des filles en « jouant entre ses jambes » tandis que la jeune femme lui demandait d'aller chercher de l'argent pour qu'ils se marient. Plus tard, Erauso se querelle avec son frère Miguel au sujet d'une femme. Heureux d'avoir rencontré un autre Basque si loin du pays, Miguel, à qui Erauso n'a pas révélé qui elle était, lui présente sa maîtresse. Mais Erauso revient la voir en secret et Miguel l'apprend : l'affaire se termine par une rixe. Il lui arrive aussi à plusieurs occasions d'être approché par des mères qui voyaient en lui un bon parti pour leurs filles, situations qu'il semble avoir utilisées surtout pour obtenir des présents et des dots plus que dans l'intention de se marier réellement.

## Représentations dans les arts

### Littérature

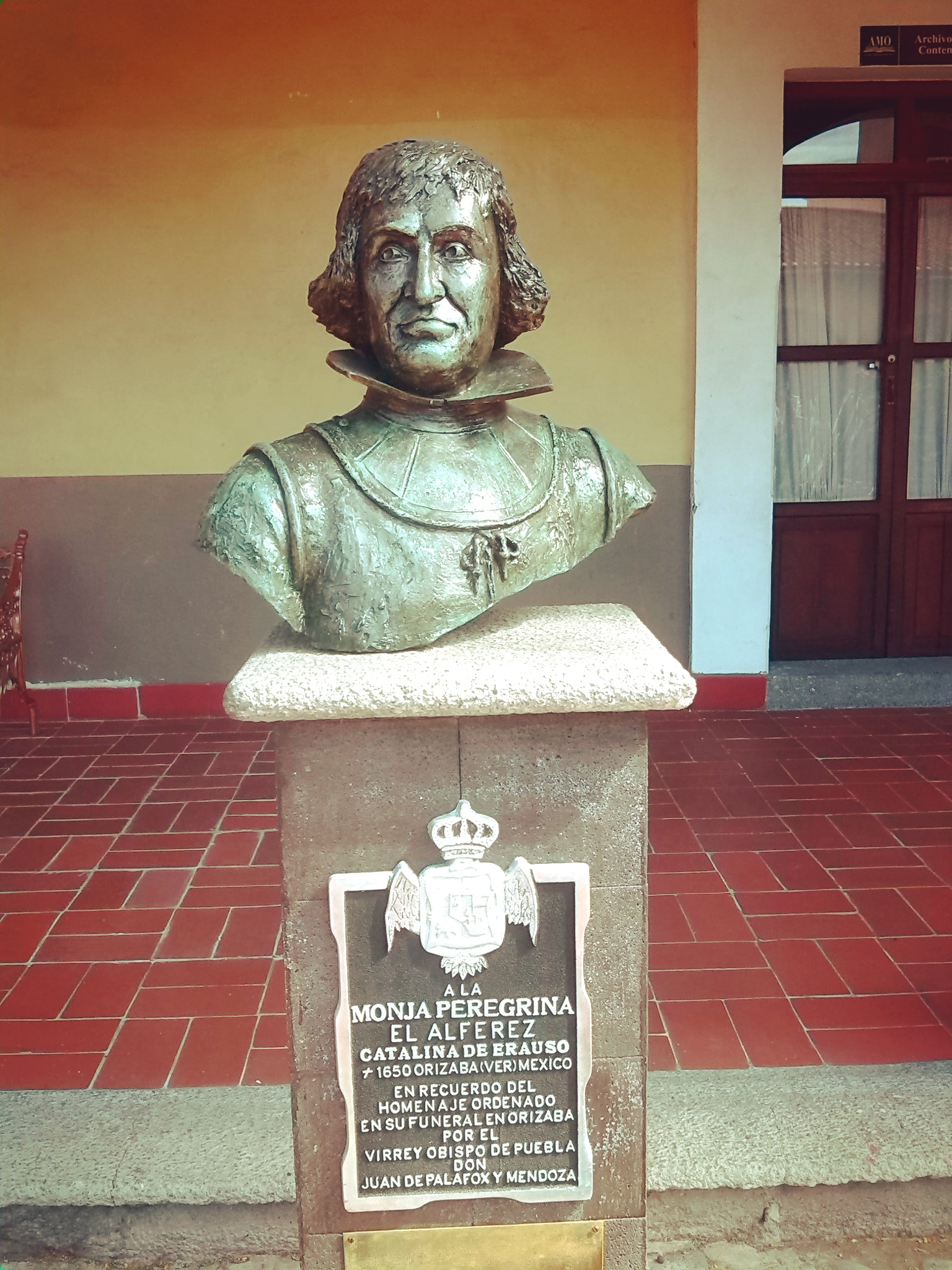
Monument à la mémoire d'Erauso, à Orizaba, au Mexique.

En 1625, Juan Pérez de Montalván (1602 – 1638) écrivit la pièce Comedia famosa de la monja Alférez pour mettre à profit la célébrité d'Erauso. La même année, une Véritable narration de ces grands faits... fut publiée à Séville, suivie d'une Seconde narration... et d'une Troisième et dernière narration... au Mexique.
Il existe une autobiographie supposée d'Erauso qui date de 1626 ; sa plus ancienne copie manuscrite connue date de 1794. Sa première édition est réalisée par Joaquin Maria de Ferrer, qui la publie chez Jules Didot à Paris en 1829, accompagnée de nombreux documents. L'édition de 1838 de ce livre est disponible en ligne. Le poète français José-Maria de Heredia en publie une traduction en français sous le titre La Nonne Alferez dans la Revue des deux Mondes en mars 1894.
Au début du XXe siècle, le Dr Nicolás León a consacré plusieurs romans et un essai à la vie d'Erauso.
L'écrivain britannique Thomas de Quincey fait paraître une nouvelle consacrée à Catalina de Erauso, La Nonne militaire d'Espagne (The Spanish Military Nun), dans les numéros de mai, juin et juillet 1847 du Tait´s Edinburgh Magazine.

### Cinéma
Emilio Gómez Muriel réalisa en 1944 un film sur sa vie, La Monja Alférez (en), avec María Félix dans le rôle d'Erauso. Un film espagnol, également titré La Monja Alférez (en), fut réalisé en Espagne par Javier Aguirre Fernández en 1987, avec Esperanza Roy dans le rôle-titre.

### Exposition
En 2022, Helena Cabello, Ana Carceller et Paul B. Preciado proposent une exposition autour d'Erauso à l'Azkuna Zentroa de Bilbao.